# Centropyge bicolor
Espèce
Statut de conservation UICN

 LC  : Préoccupation mineure
Le Poisson-ange nain à deux bandes (Centropyge bicolor) est un poisson de l’océan Pacifique équatorial. On le trouve couramment en Nouvelle-Guinée et sur la grande barrière de corail.

## Description
Il mesure entre 10 et 15 cm avec une forme quasi rectangulaire. Son patron de coloration comporte 2 teintes : le jaune vif et le bleu roi. La queue, les nageoires pelviennes et l'avant du poisson sont jaune ; la partie arrière du corps est bleue y compris la nageoire anale. Un bandeau bleu descend du haut du front vers l’œil ; le haut de la nageoire caudale est teintée de jaune. Comme de nombreux Pomancathidés, Centropyge bicolor possède une épine blanche non venimeuse à la base de son opercule. La tempe est matérialisée par un point orange. Les juvéniles sont de la même coloration que les adultes. La bouche est munie de lèvres plutôt grosses.

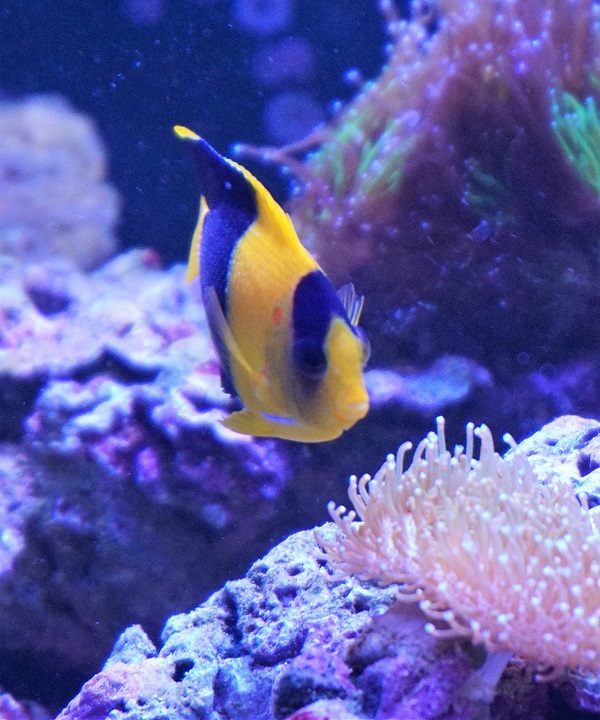

Cette espèce peut vivre plus de 12 années.

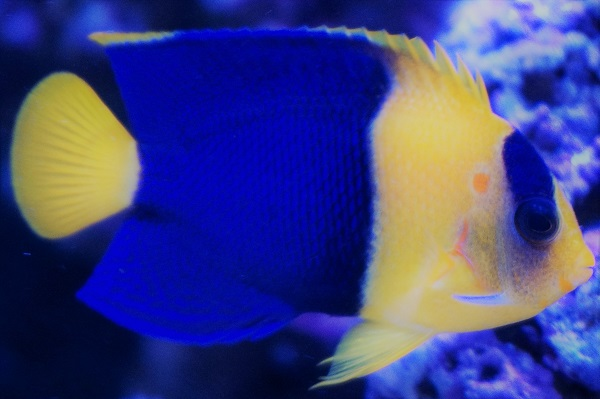

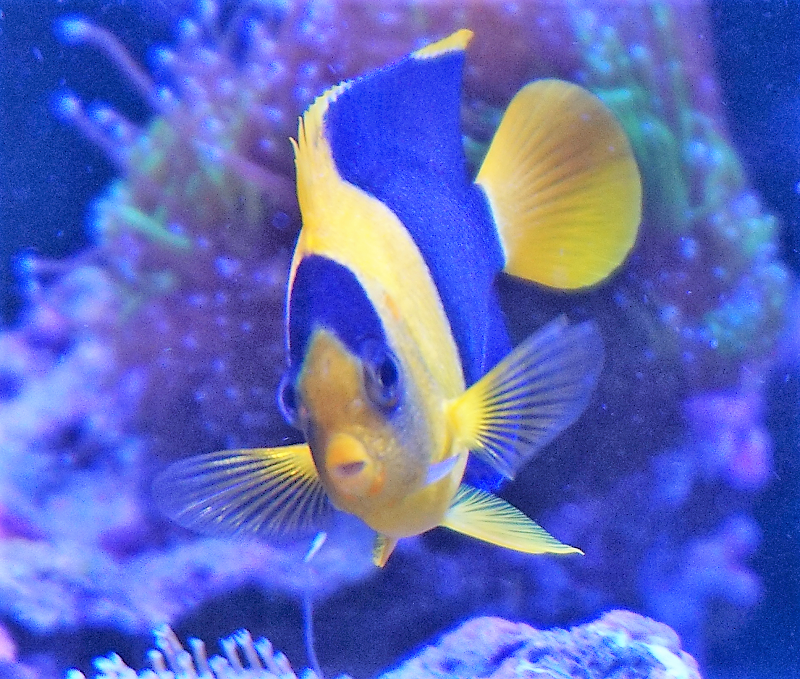

## Biotope
Centropyge bicolor vit dans les lagons et pentes coralliennes entre la surface et 25 mètres de profondeur.

## Comportement
Centropyge bicolor vit en harem constitué d'un mâle dominant, de 1 à 4 femelles matures et de 0 à 9 femelles immatures. Il a un caractère relativement territorial et agressif envers ses congénères, mais reste pacifique envers les autres espèces. C'est un poisson farouche qui ne s'éloigne jamais de sa cachette.

## Alimentation
Cette espèce est principalement alguivore, mais se nourrit également de petites proies diverses (vers et crustacés).

## Aquariophilie
De par sa taille moyenne et ses couleurs vives, Centropyge bicolor est très apprécié par les aquariophiles : il s'adapte bien à la vie en aquarium pour peu qu'on puisse lui fournir un aquarium assez vaste. Compter un bac de 300 L pour un individu dans un aquarium communautaire. Un volume très supérieur sera nécessaire pour en maintenir plusieurs exemplaires (500 L pour 2). Ce poisson est plutôt résistant et va passer son temps à picorer le décor. Il restera un poisson farouche mais très actif en journée. Il peut s'avérer agressif envers les nouveaux arrivants. Il est capable d'infliger des morsures et des blessures avec son épine.
Il accepte facilement la nourriture congelée ou lyophilisée. Il faut bien le nourrir avec un complément végétal obligatoirement. Selon certains récifalistes, Centropyge bicolor a tendance à picorer les polypes des coraux maintenus avec lui, cette tendance semble varier selon les spécimens. Il est fortement recommandé de bien l'alimenter avec une nourriture très variée pour qu'il dispose de tous les nutriments dont il a besoin pour prospérer.
Il peut être maintenu avec d'autres Centropyge aux patrons de couleurs différents : Centropyge bicolor ignorera la plupart du temps les autres espèces.
Bien que de nombreux Centropyge bicolor sauvages soient pêchés à destination du commerce aquariophile, des Centropyge bicolor d'élevage sont régulièrement proposés à la vente : le prix d'un poisson élevé en captivité est souvent 2 à 3 fois celui d'un spécimen sauvage.
De nombreux aquariophiles sont de plus en plus sensibles à acquérir des poissons issus de l'élevage pour diminuer le prélèvement naturel : bien que plus chers, les poissons élevés en captivité s'alimentent en général plus facilement avec les nourritures en granulés ou en flocons, et sont moins enclins aux maladies et aux parasites.

## Reproduction
Ces poissons sont des hermaphrodites protogynes : ils sont d’abord des femelles puis se transforment en mâles. Il n'est pas possible de distinguer physiquement le mâle et la femelle.
Des pontes ont déjà été observées en aquarium, il semble néanmoins que l'élevage des larves soient difficiles pour l'aquariophile amateur en raison de la petite taille de la bouche de l'alevin. Centropyge bicolor est sexuellement mature quand il atteint une t'aille d'environ 7 cm.
Comme de nombreux Centropyge, une parade entre le mâle et la femelle a lieu au crépuscule où sont libérés et fécondés les œufs en pleine eau,.